# Symplecta telfordi
Symplecta telfordi är en tvåvingeart som först beskrevs av Alexander 1948.  Symplecta telfordi ingår i släktet Symplecta och familjen småharkrankar. Inga underarter finns listade i Catalogue of Life.